# Gugu Bueno
Aldino Jorge Bueno (Cascavel, 23 de Março de 1983) é um advogado e político brasileiro, atualmente Deputado Estadual do Paraná.

## Biografia
Gugu é membro de uma família de políticos com forte atuação política na região Oeste do Paraná desde meados de 1950. É neto de Jorge Bernardo Bueno (falecido) vice-prefeito de Catanduvas e Vereador de Guaraniaçu. Seu pai, Reinaldo Bueno, foi Vereador em Cascavel (2001/2004). Desde cedo Gugu também se interessou pela política fazendo Política Estudantil. Foi chefe regional da Paraná Esportes e Chefe de Gabinete da Paraná Esportes. Em 2008, com apenas 25 anos concorreu pelo PR à uma vaga na Câmara de Vereadores conseguindo a suplência com 1.781 votos. Em 2012 voltou a disputar a eleição à Câmara sendo eleito com 2.102 votos. Sendo reeleito em 2016 com 2.657 votos.
Em 2018 disputou as eleições como Deputado Estadual do Estado do Paraná e ficou como o primeiro suplente. depois de ter conquistado 21.574 votos pelo Partido da República. No ano seguinte a convite do governador Carlos Massa Ratinho Junior, assumiu a Superintendência de Articulação Regional da Casa Civil do Governo do Estado com a missão de aproximar as ações do governo com os municípios do interior do Paraná.
Função exercida até o mês de julho de 2020, quando toma posse no cargo de deputado estadual.
Em abril de 2021, Gugu Bueno foi indicado pelo governador do Paraná, Ratinho Júnior, à função de vice-líder do Governo na Assembleia Legislativa. A indicação ocorreu antes que o parlamentar completasse um ano de mandato.
Em 2022, Gugu Bueno disputou as eleições conquistou o mandato de deputado estadual com 44.852 votos para mandato de 2023 a 2026.  No fim do ano passado, foi indicado e eleito para o cargo de 1º secretário da Mesa Diretora, um dos mais importantes de maior responsabilidade de Assembleia Legislativa do Paraná.
Em 2024, é eleito primeiro-secretário da Assembleia Legislativa do Paraná. Função exercida por um cascavelense pela primeira vez na história da Assembleia Legislativa. O deputado Alexandre Curi (PSD) foi escolhido como novo presidente do Poder Legislativo; já a deputada Maria Victoria (PP) permanece na segunda-secretaria.
Também fazem parte da nova Comissão Executiva da Assembleia a deputada Flávia Francischini (União), que assume como a primeira vice-presidente. Esta é a primeira vez na história que uma mulher assume o cargo. Completam o grupo o deputado Delegado Jacovós (PL), como segundo vice-presidente, e o deputado Moacyr Fadel (PSD), que se torna o terceiro vice-presidente. A terceira secretaria fica sob o comando do deputado Requião Filho (PT), seguido pelo deputado Alexandre Amaro (Republicanos), que permanece como quarto-secretário, e pelo deputado Goura (PDT), que será o quinto-secretário.

## Vida Política
- 2012 - eleito vereador de Cascavel;
- 2014 - eleito presidente da Câmara dos Vereadores para o biênio 2015/16;
- 2016 - eleito presidente da Câmara dos Vereadores para o biênio 2017/18;
- 2018 - Disputou as eleições como Deputado Estadual fazendo 21.574 votos tornando o primeiro suplente do Partido PR.
- 2019 - Assumiu o cargo de superintendente[9] da Casa Civil no governo de Ratinho Junior;
- 2020 - Tomou posse como deputado estadual pelo Estado do Paraná[1].
- 2021 – Assumiu a função de vice-líder de Governo na Assembleia Legislativa.
- 2022 - eleito deputado estadual pelo Estado do Paraná para mandato de 2023/2026[10]
- 2023 - toma posse para o cargo de deputado estadual
- 2024 - eleito primeiro-secretário da Assembleia Legislativa do Paraná[11]
- 2025 - toma posse como primeiro-secretário da Mesa Executiva da Assembleia Legislativa do Paraná.